# Alta Ribagorça
Alta Ribagorça (spanyolul Alta Ribagorza) járás (comarca) a spanyolországi Katalóniában, Lleida tartományban. Alta Ribagorça Val d’Aran, Pallars Sobirà, Pallars Jussà és Ribagorza comarcákkal határos. 1987/88-ban jött létre.
Vall de Boí román kori templomai 2000. november 23. óta a világörökség részét képezik.

## Települések

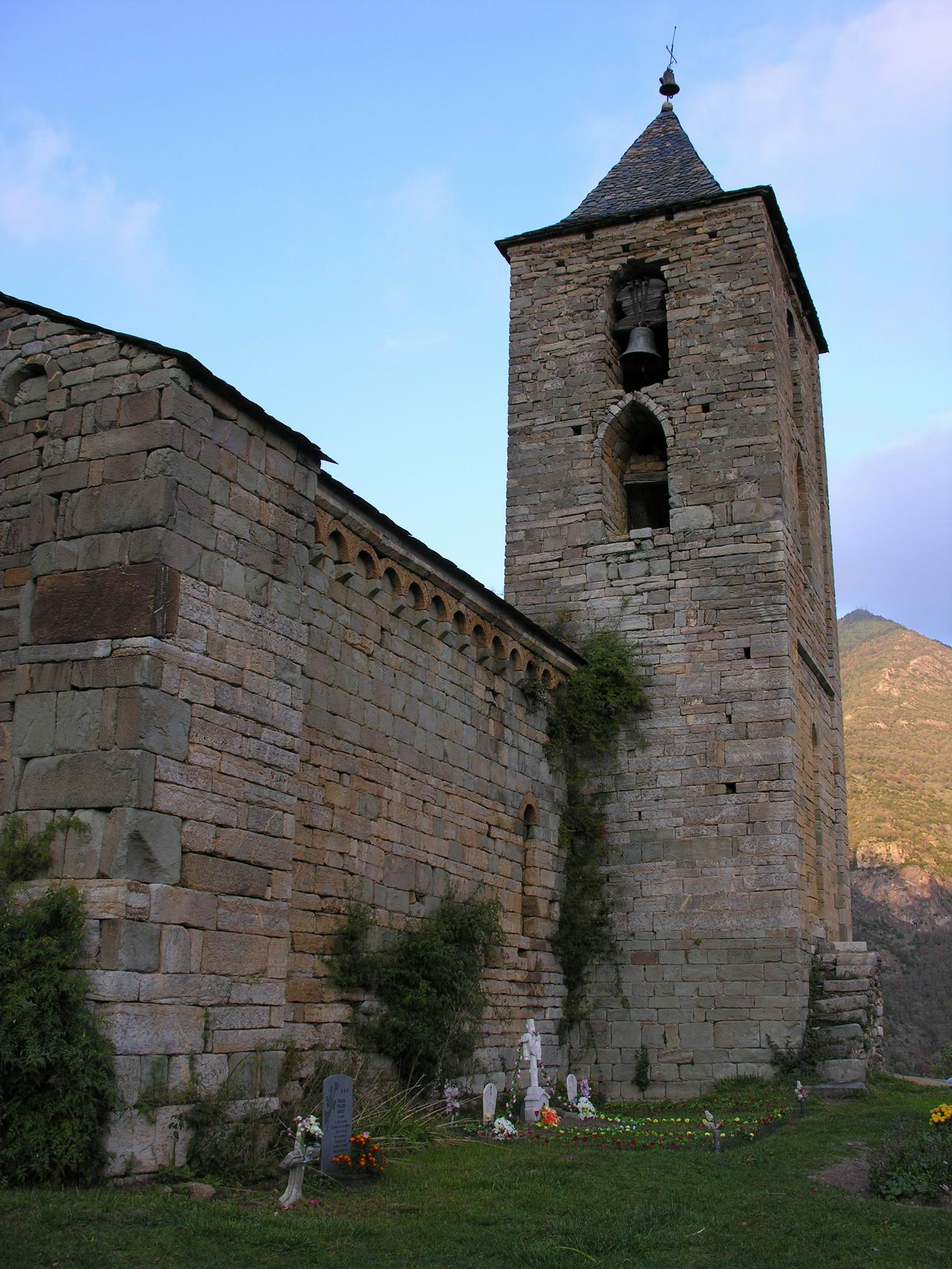
Szűz Mária-templom (Església de Santa Maria de Còll) – Còll – Vall de Boí

A települések utáni szám a népességet mutatja. Az adatok 2006 szerintiek.
- El Pont de Suert – 2 725
- Vall de Boí – 1 062
- Vilaller – 644

## Népesség
A járás népessége az elmúlt időszakban az alábbi módon változott:
| Lakosok száma | 3490 | 3617 | 3796 | 4123 | 4278 | 4235 | 3884 | 3774 | 3945 | 4002 |
|               | 1998 | 2001 | 2004 | 2007 | 2010 | 2012 | 2015 | 2018 | 2021 | 2024 |